# Huejotitlán, Teocaltiche
Huejotitlán är en ort i Mexiko.   Den ligger i kommunen Teocaltiche och delstaten Jalisco, i den centrala delen av landet, 400 km nordväst om huvudstaden Mexico City. Huejotitlán ligger 1 729 meter över havet och antalet invånare är 918.
Terrängen runt Huejotitlán är lite kuperad. Runt Huejotitlán är det ganska glesbefolkat, med 42 invånare per kvadratkilometer. Närmaste större samhälle är Teocaltiche, 8,0 km nordost om Huejotitlán. I omgivningarna runt Huejotitlán växer huvudsakligen savannskog.